# Ресту, Мари-Клер
Мари́-Клер Ресту́ (фр. Marie-Claire Restoux; 9 апреля 1968, Ла-Рошфуко) — французская дзюдоистка полулёгкой весовой категории, выступала за сборную Франции в середине 1990-х — начале 2000-х годов. Чемпионка летних Олимпийских игр в Атланте, двукратная чемпионка мира, трижды бронзовый призёр чемпионатов Европы, победительница многих турниров национального и международного значения. Также известна как политик, член «Союза за народное движение».

## Биография
Мари-Клер Ресту родилась 9 апреля 1968 года в коммуне Ла-Рошфуко департамента Шаранта. Активно заниматься дзюдо начала в возрасте десяти лет, проходила подготовку в клубе единоборств в Леваллуа-Перре.
Впервые заявила о себе в сезоне 1991 года, получив бронзу в зачёте взрослого национального первенства и на международном турнире в Лондоне. В 1993 году впервые стала чемпионкой Франции по дзюдо в полулёгкой весовой категории и вошла в основной состав французской национальной сборной. Тогда же дебютировала в Кубке мира, в частности одержала победу на этапе в Мюнхене, а также заняла первое место на командном чемпионате Европы во Франкфурте-на-Майне.
В 1995 году Ресту побывала на чемпионате мира в японской Тибе, одолела там всех своих соперниц в полулёгком весе и завоевала золото. Год спустя выступила на чемпионате Европы в Гааге, откуда привезла награду бронзового достоинства. Благодаря череде удачных выступлений удостоилась права защищать честь страны на летних Олимпийских играх 1996 года в Атланте — взяла здесь верх над всеми оппонентками, в том числе над представительницей Южной Кореи Хён Сукхи в финале, и получила тем самым золотую олимпийскую медаль.
После победной атлантской Олимпиады Мари-Клер Ресту осталась в основном составе дзюдоистской команды Франции и продолжала принимать участие в крупнейших международных турнирах. Так, в 1997 году она одержала победу на домашнем чемпионате мира в Париже и удостоилась бронзовой награды на чемпионате Европы в бельгийском Остенде. В следующем сезоне добавила в послужной список бронзовую медаль, полученную на европейском первенстве в испанском Овьедо, ещё через год на мировом первенстве в английском Бирмингеме взяла ещё одну бронзу. Пыталась пройти отбор на Олимпийские игры 2000 года в Сиднее, но уступила в конкурентной борьбе Летиции Тиньоле. Последний раз показала сколько-нибудь значимый результат на международной арене в сезоне 2001 года, когда выиграла серебряную медаль на этапе Кубка мира в Риме. Вскоре по окончании этих соревнований приняла решение завершить карьеру профессиональной спортсменки, уступив место в сборной молодым французским дзюдоисткам.
Впоследствии занималась политической и административной деятельностью, с 2005 года член «Союза за народное движение».